# Campionati mondiali di sci nordico 1987
I Campionati mondiali di sci nordico 1987, trentaseiesima edizione della manifestazione, si svolsero dal 12 al 21 febbraio a Oberstdorf, in Germania Ovest. Vennero assegnati tredici titoli.

## Risultati

### Uomini

#### Combinata nordica

##### Individuale
| Posizione | Atleta              | Nazione          | Punti  |
| --------- | ------------------- | ---------------- | ------ |
| 1         | Torbjørn Løkken     | Norvegia         | 423,80 |
| 2         | Trond-Arne Bredesen | Norvegia         | 422,48 |
| 3         | Hermann Weinbuch    | Germania Ovest   | 421,44 |
| 4         | Allar Levandi       | Unione Sovietica | 420,28 |
| 5         | Klaus Sulzenbacher  | Austria          | 419,76 |
| 6         | Hippolyt Kempf      | Svizzera         | 419,15 |

13 febbraio

Trampolino: Schattenberg K90

Fondo: 15 km

##### Gara a squadre
| Posizione | Nazione          | Atleti                                                | Punti   |
| --------- | ---------------- | ----------------------------------------------------- | ------- |
| 1         | Germania Ovest   | Hermann Weinbuch Hans-Peter Pohl Thomas Müller        | 1261,94 |
| 2         | Norvegia         | Hallstein Bøgseth Trond-Arne Bredesen Torbjørn Løkken | 1244,98 |
| 3         | Unione Sovietica | Sergej Červjakov Andrej Dundukov Allar Levandi        | 1236,70 |
| 4         | Austria          | Werner Schwarz Günther Csar Klaus Sulzenbacher        | 1201,88 |
| 5         | Svizzera         | Hippolyt Kempf Andreas Schaad Fredy Glanzmann         | 1197,92 |
| 6         | Germania Est     | Uwe Prenzel Thomas Abratis Marko Frank                | 1183,34 |

19 febbraio

Trampolino: Schattenberg K90

Fondo: 3x10 km

#### Salto con gli sci

##### Trampolino normale
| Posizione | Atleta            | Nazione        | Punti |
| --------- | ----------------- | -------------- | ----- |
| 1         | Jiří Parma        | Cecoslovacchia | 224,4 |
| 2         | Matti Nykänen     | Finlandia      | 216,5 |
| 3         | Vegard Opaas      | Norvegia       | 215,8 |
| 4         | Hroar Stjernen    | Norvegia       | 215,5 |
| 5         | Jens Weißflog     | Germania Est   | 215,3 |
| 6         | Ari-Pekka Nikkola | Finlandia      | 213,8 |

20 febbraio

Trampolino: Schattenberg K90

##### Trampolino lungo
| Posizione | Atleta         | Nazione        | Punti |
| --------- | -------------- | -------------- | ----- |
| 1         | Andreas Felder | Austria        | 216,0 |
| 2         | Vegard Opaas   | Norvegia       | 208,3 |
| 3         | Ernst Vettori  | Austria        | 207,0 |
| 4         | Matjaž Zupan   | Jugoslavia     | 206,0 |
| 5         | Thomas Klauser | Germania Ovest | 204,5 |
| 6         | Mike Arnold    | Germania Est   | 203,4 |

15 febbraio

Trampolino: Schattenberg K120

##### Gara a squadre
| Posizione | Nazione        | Atleti                                                                   | Punti |
| --------- | -------------- | ------------------------------------------------------------------------ | ----- |
| 1         | Finlandia      | Matti Nykänen Ari-Pekka Nikkola Tuomo Ylipulli Pekka Suorsa              | 634,1 |
| 2         | Norvegia       | Ole Christian Eidhammer Hroar Stjernen Ole Gunnar Fidjestøl Vegard Opaas | 598,0 |
| 3         | Austria        | Ernst Vettori Richard Schallert Franz Neuländtner Andreas Felder         | 587,5 |
| 4         | Cecoslovacchia | Pavel Ploc Jiří Parma Ladislav Dluhoš Martin Švagerko                    | 584,4 |
| 5         | Germania Est   | Mike Arnold Ulf Findeisen Raimund Litschko Jens Weißflog                 | 582,5 |
| 6         | Germania Ovest | Andreas Bauer Dieter Thoma Peter Rohwein Thomas Klauser                  | 575,3 |

17 febbraio

Trampolino: Schattenberg K120

#### Sci di fondo

##### 15 km
| Posizione | Atleta                  | Nazione          | Tempo   |
| --------- | ----------------------- | ---------------- | ------- |
| 1         | Marco Albarello         | Italia           | 43:01,8 |
| 2         | Thomas Wassberg         | Svezia           | 43:08,6 |
| 3         | Michail Devjat'jarov    | Unione Sovietica | 43:09,6 |
| 4         | Pål Gunnar Mikkelsplass | Norvegia         | 43:12,4 |
| 5         | Vladimir Smirnov        | Unione Sovietica | 43:24,6 |
| 6         | Vegard Ulvang           | Norvegia         | 43:29,5 |

15 febbraio

Tecnica classica

##### 30 km
| Posizione | Atleta            | Nazione   | Tempo     |
| --------- | ----------------- | --------- | --------- |
| 1         | Thomas Wassberg   | Svezia    | 1:24:30,1 |
| 2         | Aki Karvonen      | Finlandia | 1:26:24,0 |
| 3         | Christer Majbäck  | Svezia    | 1:26:55,0 |
| 4         | Harri Kirvesniemi | Finlandia | 1:27:18,7 |
| 5         | Vegard Ulvang     | Norvegia  | 1:27:55,2 |
| 6         | Terje Langli      | Norvegia  | 1:28:06,0 |

12 febbraio

Tecnica classica

##### 50 km
| Posizione | Atleta            | Nazione          | Tempo     |
| --------- | ----------------- | ---------------- | --------- |
| 1         | Maurilio De Zolt  | Italia           | 2:11:27,2 |
| 2         | Thomas Wassberg   | Svezia           | 2:11:49,5 |
| 3         | Torgny Mogren     | Svezia           | 2:12:51,1 |
| 4         | Andi Grünenfelder | Svizzera         | 2:13:26,6 |
| 5         | Kari Ristanen     | Finlandia        | 2:15:10,7 |
| 6         | Vladimir Sachnov  | Unione Sovietica | 2:15:19,6 |

21 febbraio

Tecnica libera

##### Staffetta 4x10 km
| Posizione | Nazione          | Atleti                                                                  | Tempo     |
| --------- | ---------------- | ----------------------------------------------------------------------- | --------- |
| 1         | Svezia           | Erik Östlund Gunde Svan Thomas Wassberg Torgny Mogren                   | 1:38:04,0 |
| 2         | Unione Sovietica | Oleksandr Batjuk Vladimir Smirnov Michail Devjat'jarov Vladimir Sachnov | 1:38:30,9 |
| 3         | Norvegia         | Ove Aunli Vegard Ulvang Pål Gunnar Mikkelsplass Terje Langli            | 1:38:48,2 |
| 4         | Cecoslovacchia   | Ladislav Švanda Miloš Bečvář Petr Lisičan Pavel Benc                    | 1:39:55,3 |
| 5         | Italia           | Alberto Walder Giorgio Vanzetta Maurilio De Zolt Marco Albarello        | 1:40:01,0 |
| 6         | Finlandia        | Jari Laukkanen Ari Hynninen Harri Kirvesniemi Kari Ristanen             | 1:40:36,5 |

17 febbraio

### Donne

#### Sci di fondo

##### 5 km
| Posizione | Atleta           | Nazione          | Tempo   |
| --------- | ---------------- | ---------------- | ------- |
| 1         | Marjo Matikainen | Finlandia        | 14:45,7 |
| 2         | Anfisa Rezcova   | Unione Sovietica | 14:49,3 |
| 3         | Evi Kratzer      | Svizzera         | 14:52,5 |
| 4         | Raisa Smetanina  | Unione Sovietica | 14:54,7 |
| 5         | Anette Bøe       | Norvegia         | 15:02,5 |
| 6         | Brit Pettersen   | Norvegia         | 15:02,8 |

16 febbraio

Tecnica classica

##### 10 km
| Posizione | Atleta           | Nazione          | Tempo   |
| --------- | ---------------- | ---------------- | ------- |
| 1         | Anne Jahren      | Norvegia         | 31:49,5 |
| 2         | Marjo Matikainen | Finlandia        | 31:50,3 |
| 3         | Brit Pettersen   | Norvegia         | 32:09,2 |
| 4         | Anfisa Rezcova   | Unione Sovietica | 32:22,4 |
| 5         | Marianne Dahlmo  | Norvegia         | 32:25,5 |
| 6         | Nina Skeime      | Norvegia         | 32:32,5 |

13 febbraio

Tecnica classica

##### 20 km
| Posizione | Atleta               | Nazione          | Tempo   |
| --------- | -------------------- | ---------------- | ------- |
| 1         | Marie-Helene Östlund | Svezia           | 57:20,5 |
| 2         | Anfisa Rezcova       | Unione Sovietica | 57:47,6 |
| 3         | Larisa Lazutina      | Unione Sovietica | 58:28,7 |
| 4         | Marjo Matikainen     | Finlandia        | 58:34,2 |
| 5         | Christina Brügger    | Svizzera         | 58:38,8 |
| 6         | Anette Bøe           | Norvegia         | 58:39,9 |

20 febbraio

Tecnica libera

##### Staffetta 4x5 km
| Posizione | Nazione          | Atlete                                                                    | Tempo     |
| --------- | ---------------- | ------------------------------------------------------------------------- | --------- |
| 1         | Unione Sovietica | Antonina Ordina Nina Gavryljuk Larisa Lazutina Anfisa Rezcova             | 58:08,8   |
| 2         | Norvegia         | Marianne Dahlmo Nina Skeime Anne Jahren Anette Bøe                        | 58:46,1   |
| 3         | Svezia           | Magdalena Forsberg Karin Lamberg-Skog Annika Dahlman Marie-Helene Östlund | 59:41,0   |
| 4         | Germania Est     | Simone Greiner-Petter-Memm Susanne Kuhfittig Gaby Nestler Simone Opitz    | 59:46,5   |
| 5         | Italia           | Bice Vanzetta Paola Pozzoni Elena Desderi Guidina Dal Sasso               | 1:00:07,7 |
| 6         | Finlandia        | Pirkko Määttä Jaana Savolainen Elja Hyytiäinen Marjo Matikainen           | 1:00:22,0 |

17 febbraio

## Medagliere per nazioni
| Posizione | Nazione          | Oro | Argento | Bronzo | Totale |
| --------- | ---------------- | --- | ------- | ------ | ------ |
| 1         | Svezia           | 3   | 2       | 3      | 8      |
| 2         | Norvegia         | 2   | 5       | 3      | 10     |
| 3         | Finlandia        | 2   | 3       | 0      | 5      |
| 4         | Italia           | 2   | 0       | 0      | 2      |
| 5         | Unione Sovietica | 1   | 3       | 3      | 7      |
| 6         | Austria          | 1   | 0       | 2      | 3      |
| 7         | Germania Ovest   | 1   | 0       | 1      | 2      |
| 8         | Cecoslovacchia   | 1   | 0       | 0      | 1      |
| 9         | Svizzera         | 0   | 0       | 1      | 1      |